# Dioteletyzm
Dioteletyzm – kierunek w teologii chrześcijańskiej przyjmujący, że Jezus Chrystus posiada dwa rodzaje woli, jedną Boską i jedną ludzką oraz że obydwie przejawiały się w działaniu.
Dioteletyzm został uznany za obowiązującą doktrynę na Soborze konstantynopolitańskim III w 681 roku. Doktryna uznana jako naturalna konsekwencja doktryny o dwóch naturach w Chrystusie. Przeciwieństwem dioteletyzmu jest uznawany za heretycki monoteletyzm, według którego wola ludzka została wchłonięta przez wolę Boską.
Teologiczne podwaliny pod doktrynę dioteletyzmu wypracował Maksym Wyznawca. Wykładnia znajduje się w dziele Dysputa z Pyrrusem z 645 roku.